# Ajene Malaki Moye
Ajene Malaki „AJ“ Moye (* 7. Februar 1982 in Los Angeles, Kalifornien) ist ein ehemaliger US-amerikanischer Basketballspieler, der als Profi neben Stationen auf Island und in Finnland vor allem in der deutschen Basketball-Bundesliga gespielt hat. Im November 2010 erlitt er während eines Trainings einen Schlaganfall. Anschließend spielte er Basketball nicht mehr Profibereich.
Während seines Studiums 2000 bis 2004 an der Indiana University in Bloomington bestritt Moye für die traditionsreiche Hochschulmannschaft Hoosiers in der Big Ten Conference der NCAA Division I insgesamt 129 Spiele. In seinem zweiten Jahr als Sophomore erreichten die Hoosiers das Finale um die NCAA-Meisterschaft und gewannen unter anderem gegen die an Nummer eins gesetzten Blue Devils der Duke University, wobei Moye ein Shotblock beim Dunkingversuch des größeren Carlos Boozer gelang, späterer NBA All-Star. Das Endspiel der NCAA ging dann gegen die Terrapins der University of Maryland verloren.
Als Profi stand Moye zunächst in Keflavík auf Island unter Vertrag und wurde dort beim Meister von 2005 zum Spieler des Jahres der dortigen Liga 2006 ernannt, bevor er anschließend in die deutsche Bundesliga zu den Tigers Tübingen wechselte. Im ersten Jahr für die Tigers erzielte er 15,4 Punkte pro Spiel. In den folgenden beiden Spielzeiten veränderte sich die Rolle des für seine Größe mit über zwei Zentnern relativ schweren Guards, der bisweilen auch als Small Forward eingesetzt wird, und bei verringerter Spielzeit punktete er deutlich weniger und zuletzt nicht mehr zweistellig. Von 2009 bis 2010 spielte er eine Spielzeit im finnischen Kouvola und war dort mit 18,6 Punkten pro Spiel wieder der beste Korbschütze seiner Mannschaft. 
Zur Saison 2010/11 holte der zuvor ebenfalls in Finnland agierende Frankfurter Trainer Gordon Herbert Moye in die Bundesliga zum deutschen Vizemeister und Vizepokalsieger Skyliners Frankfurt. Am 15. November 2010 erlitt Moye nach dem Zusammenstoß mit einem Mannschaftskollegen im Training einen Schlaganfall und musste am Tag darauf in die Notaufnahme eines Krankenhauses gebracht werden. Anschließend genas Moye zwar nahezu vollständig, aber kehrte nicht mehr auf das Spielfeld zurück, sondern machte 2011 einen Trainerschein.
Moye wurde als Trainer an einer von Kobe Bryant gegründeten Basketballschule tätig. Von 2012 bis 2014 war er Cheftrainer der Basketballmannschaft der Oak Christian High School in Westlake Village (US-Bundesstaat Kalifornien). Ab 2014 gehörte er zum Trainerstab der Oak Park High School. 2023 wechselte Moye an die Valparaiso University und wurde unter Cheftrainer Roger Powell, der in Frankfurt sein Mannschaftskamerad gewesen war, Assistenztrainer.